# Gadžet
Gedžet (gadget) je mali alat, kao što je mašina, koja ima određenu funkciju. Gedžeti se često nazivaju i Gizmosi (gizmos).Gizmosi se razlikuju od gedžeta. Gedžeti su bazično mali alati koji se pokreću elektronskim principima (čipovi na ploči). 

## Istorija
Poreklo reči gedžet potiče iz 19.veka. Prema Oksfordovom rečniku, postoje naznake (nepotvrđena tačnost) da se ime “gedžet”koristilo kao ime za mesto gde se skladišti tehnička oprema, ali to niko posle 1850.godine ne može potvrditi. U knjizi Roberta Brauna iz 1886. Godine,”Dnevnik moreplovca o putu i kući u kineskom čajniku” prvi put je pomenuta reč “gedžet”, a da o tome postoji dokaz u štampanom formatu. Etimologija reči je sporna.
Gedžet (gadget), je internacionalni naziv za suvenir, tehnički predmet, napravu ili spravicu koja je duhovita, u manjoj ili većoj meri praktična i uvek fascinantnog dizajna, a koja ne sadrži elemente koji su pokretni. Gizmo je sličan gedžetu, ali sadrži pokretne elemente. Idealan primer za uviđanje razlike između predmeta koji spadaju u “gizmo” i predmeta koji spadaju u “gedžet” jeste sat. Analogni sat je gizmo, dok je digitalni sat gedžet.
Prema nekim izvorima, reč gedžet je francuskog porekla, nastala je od francuske reči “gažet”, a datira još od davne 1885. godine kada je u njujoršku luku uplovila francuska regata "Izer" sa 350 delova Statue Slobode, koja je sastavljena na njujorškom ostrvu u punoj veličini od 46,5 metara i 225 tona težine, i kasnije postala simbol grada. To je bio poklon Francuske gradu Njujorku. Statua Slobode je rađena punih 9 godina uz pomoć autora Augusta Bertoldija i neizbežnog velemajstora za glomazne čelične konstrukcije Gustava Ajfela u jednoj francuskoj radionici čiji su vlasnici bili dva Francuza Gažet i Gotje. Dva navedena gospodina Gaget i Gotje su uvidela da će buduća statua postati simbol i u želji da iskoriste i unovče njenu popularnost napravili su ogromnu količinu minijaturnih Statua Slobode i stavili ih u promet 26.oktobra 1886. godine. Na suvenirima Statue Slobode postojala je pločica sa oznakom proizvođača “Gažet”. Kako Amerikanci pa i ostali turisti nisu previše marili za tačan naziv Statue Slobode, "Miss Liberty", već ih je privukla pločica na dnu statue sa nazivom proizvođača, malenu su statutu i prozvali "Gažet". Radi lakšeg i logičnijeg američkog izgovora ove reči, nastala je reč “gadget”, odnosto gedžet.
Male suvenire Statue Slobode više niko nije zvao "Miss Liberty", već Gedžet. Tako je gedžet postao sinonim za stvar koja izaziva visok stepen divljenja, kao što ga je svojevremeno izazivala minijaturna Statua Slobode.
Danas gedžete vezujemo za male tehničke naprave ili aplikacije, programe, zatim spravice, predmete, uređaje, koji imaju neku određenu specifičnu funkciju, pri čemu se moraju odlikovati ili dizajnom, originalnošću, inovativnošću ili jednostavno divljenjem. Gedžeti su se prvo odomaćili u kuhinji: “Kitchen Gadgets” su bile naprave poželjne u domu svake američke domaćice...Potom se data reč proširila i na sve ostalo pa smo dobili “bathroom gadgets”, i ostale „home gadgets“, zatim ”office gadgets”, “school gadgets”, “life-stile gadgets”, „phone gadgets“…

## Druge upotrebe
Prva atomska bomba imala je nadimak gedžet, kako su ga nazvali naučnici projekta Menhetn.

## Aplikacioni gedžeti
U softverskoj industriji gedžet se odnosi na računarske programe koji pružaju usluge bez potrebe za nezavisnom aplikacijom koja se instalira na uređaj. Postoji nekoliko implementacija zasnovanih na postojećim tehnikama razvoja softvera, kao što su JavaScript, ulazni oblik ili različiti formati slika.
Najranija dokumentovana upotreba pojam gedžet u kontekstu softverskog inženjerstva bila je 1985.godine od strane  programera Amiga OS, operativnog sistema računara Amiga. 
X11 Windows operativni system definiše gedžete i njihov odnos prema vidžetima (dugmadi, nalepnicama…). Gedžet je bio vidžet bez prozora koji je trebao poboljšati performance aplikacije smanjenjem opterećenja memorije na X server. 

## Spoljašnje veze
- Rečnik stranih reči
- Engleske reči u svetu[мртва веза]